# Aittosaari (ö i Södra Savolax, Nyslott, lat 61,75, long 28,78)
Aittosaari är en ö i Finland. Den ligger i sjön Pihlajavesi och i kommunen Nyslott i den ekonomiska regionen  Nyslott  och landskapet Södra Savolax, i den sydöstra delen av landet, 270 km nordost om huvudstaden Helsingfors. Öns area är 44,7 hektar och dess största längd är 0,9 kilometer i sydväst-nordöstlig riktning.